# Domicidio
Domicidio (del latín domus, casa o morada, y caedo, asesinato) es un neologismo que se aplica a la destrucción deliberada de viviendas realizada en pos de objetivos específicos. Esto incluye la destrucción intencionada y generalizada de un entorno vital, a fin de que sus habitantes se vean obligados a trasladarse a otro lugar.

## Definición
En su trabajo de 2001 «Domicide - The Global Destruction of Home» John Douglas Porteous y Sandra Eileen Smith propusieron como definición formal de domicidio «la destrucción deliberada del hogar por parte de la agencia humana en pos de objetivos específicos, que causa sufrimiento a las víctimas» (“the deliberate destruction of home by human agency in pursuit of specific goals, which causes suffering to the victims.”). El sufijo «—cidio» refiere no solo a la destrucción física sino al homicidio intencional. Los autores señalan que el agente humano suele ser externo al área donde se produce la destrucción. En la definición, la palabra «hogar» involucra no solo la vivienda en términos materiales sino los vínculos, sentimientos y emocionalidades que en ella se desarrollan.
John Douglas Porteous y Sandra Eileen Smith señalaron que el domicidio puede ser «cotidiano» o «extremo». El primero se produce en general en relativa pequeña escala y se vincula a planes de urbanización, desarrollo inmobiliario, industrialización, construcción de infraestructura y toda otra acción que obliga al desplazamiento de personas en pos del beneficio de la comunidad. El domicidio extremo tiene como objetivo ocasionar sufrimiento a partir de la destrucción de hogares y entornos comunitarios. Se desarrolla habitualmente de un modo directo, deliberado y violento y tiene como resultado el desplazamiento forzoso de las víctimas.
El concepto de domicidio adquirió su significado actual en 2022 a partir de un informe de Balakrishnan Rajagopal, Relator Especial de las Naciones Unidas sobre el Derecho a una Vivienda Adecuada.

Rajagopal impulsa el reconocimiento de domicidio como un crimen de lesa humanidad en el ámbito del derecho internacional. A diferencia de la normativa existente que considera los hogares como "objetos civiles", Rajagopal insta a reconocer el papel del hogar como soporte y materialización de la dignidad humana.
Dada su estrecha relación con la figura del genocidio, el domicidio podría ser considerado como uno de sus aspectos. 
En este sentido, Balakrishnan Rajagopal argumentó:

[...] "lejos de ser un mero daño colateral, la destrucción de hogares en los conflictos violentos y armados no es solo sistémica, sino sistemática. Al mismo tiempo, debe ser prohibida y castigada con sistematicidad." [...] el relator pide que los Estados “tipifiquen el domicidio como delito independiente en virtud del derecho penal nacional e internacional” y que “armonicen el derecho interno con las obligaciones internacionales y regionales”.

El domicidio no solo involucra la destrucción material de hogares y entorno sino también la violación del derecho a la vivienda adecuada.

## Ejemplos
Un ejemplo documentado de domicidio «cotidiano» es el caso de Seneca Village, un asentamiento de 40 acres, (algo más de 16 hectáreas), demolido y cuyos habitantes fueron desplazados a mediados del siglo XIX para permitir la construcción del Central Park.

Más recientemente, en el marco de la modernización de Shanghái, son demolidas algunas áreas antiguas como Laoximen,  sus habitantes desplazados de sus antiguas viviendas y relocalizados, en algunos casos a considerable distancia de sus viviendas originales.
Entre los ejemplos más notables de domicidio «extremo» se encuentran: 
- El desplazamiento de poblaciones completas de nativos norteamericanos en el contexto de las guerras indias.[14]
- Las órdenes de tierra arrasada (1943-1944) de las fuerzas armadas alemanas en Europa del Este.[9][15]

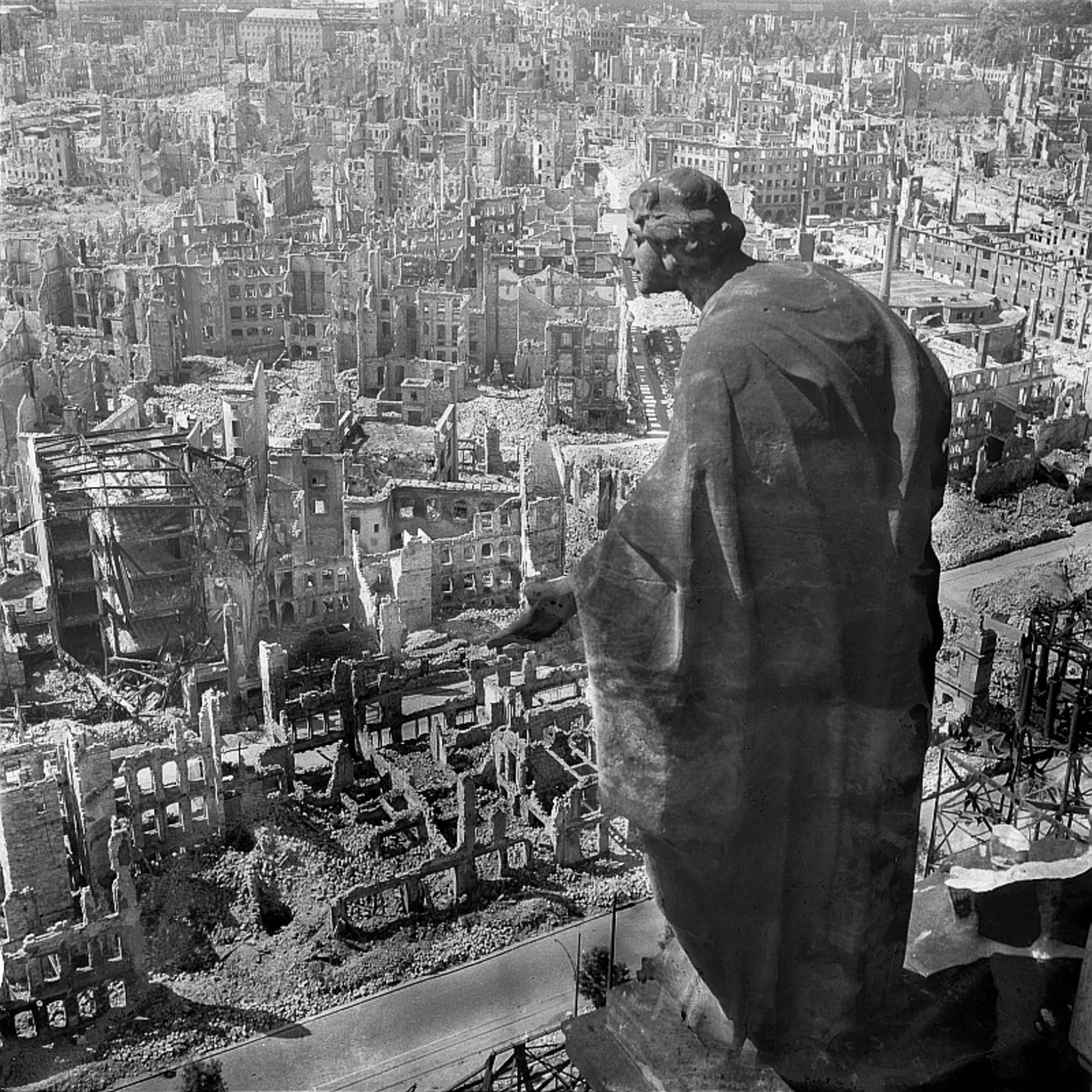
Ruinas de Dresde en 1945

- La destrucción de Varsovia (fines de 1944) se llevó adelante incluso después de que los combatientes de la resistencia polaca fueran vencidos ya que la destrucción física de la ciudad era prioridad.[16]
- El bombardeo de Dresde, (febrero de 1945) que destruyó por completo una ciudad que no era considerada un objetivo militar estratégico.[17]
- El bombardeo de Tokio, (marzo del 1945) que destruyó por completo 260 000 hogares y se considera el bombardeo aéreo con más víctimas inmediatas de la historia.[18]
- El aniquilamiento y destrucción perpetrados por los Jemeres Rojos en Camboya, (1970) [19] que incluyó la destrucción de todo elemento que evocara el pasado en un intento de reconfiguración total del espacio.[20]
- La guerra de Bosnia (1992-1995), que no solo implicó la limpieza étnica sino también la destrucción de las viviendas y otras construcciones de la población indeseada.[21]

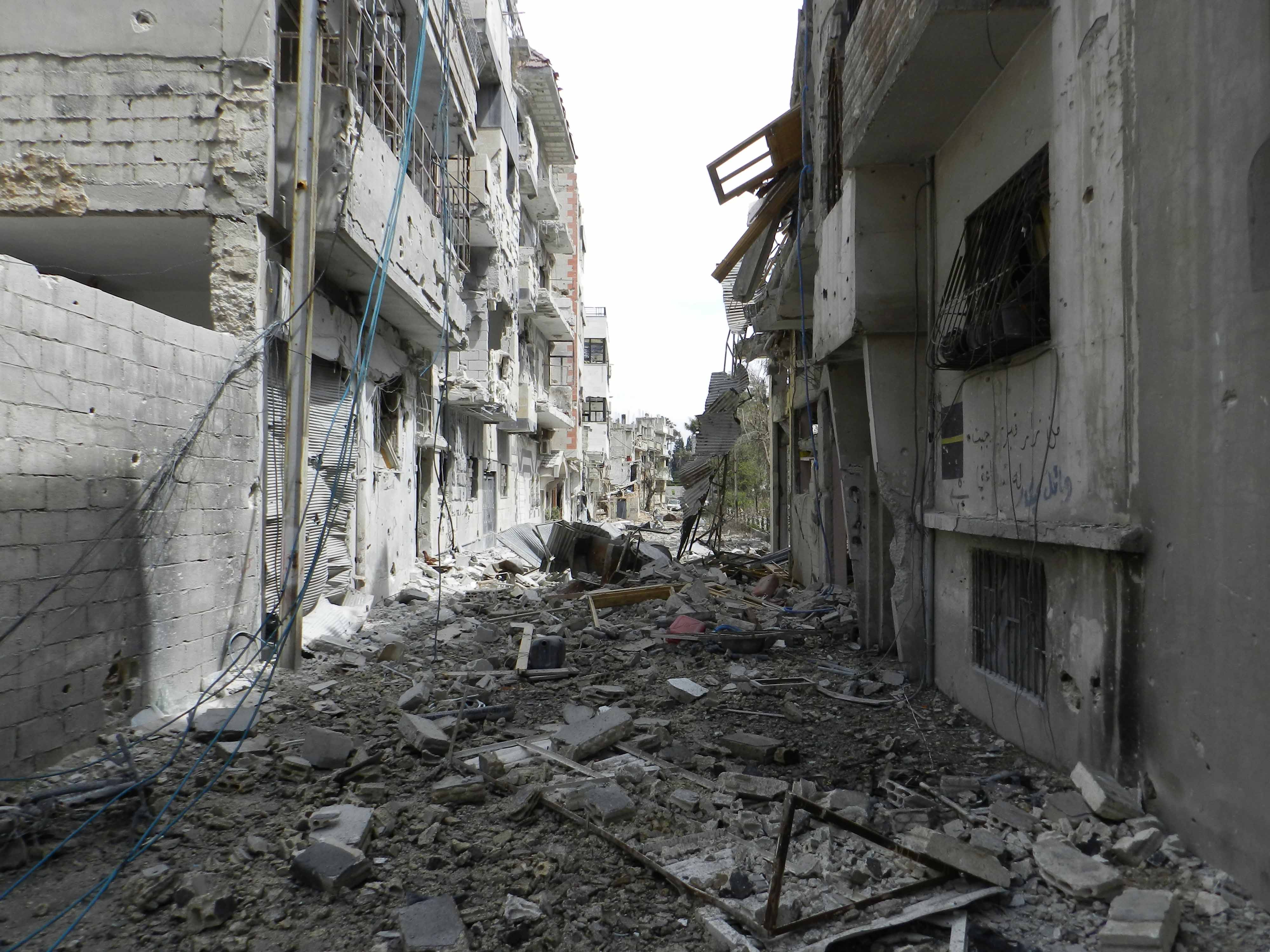
Efectos de la guerra civill siria en la ciudad de Homs

- La guerra civil siria (2011) que produjo, además de miles de muertes, el desplazamiento de millones de personas y la destrucción prácticamente total de ciudades e infraestructura.[22]
- La eliminación de los rohingya, (2017) que incluyó la destrucción de sus asentamientos y dejó como saldo hasta 2018 unos 25 000 muertos y unos 700 000 desplazados.[23]
- La destrucción de Mariupol 2021-2022 en el marco de la invasión rusa de Ucrania.[24]

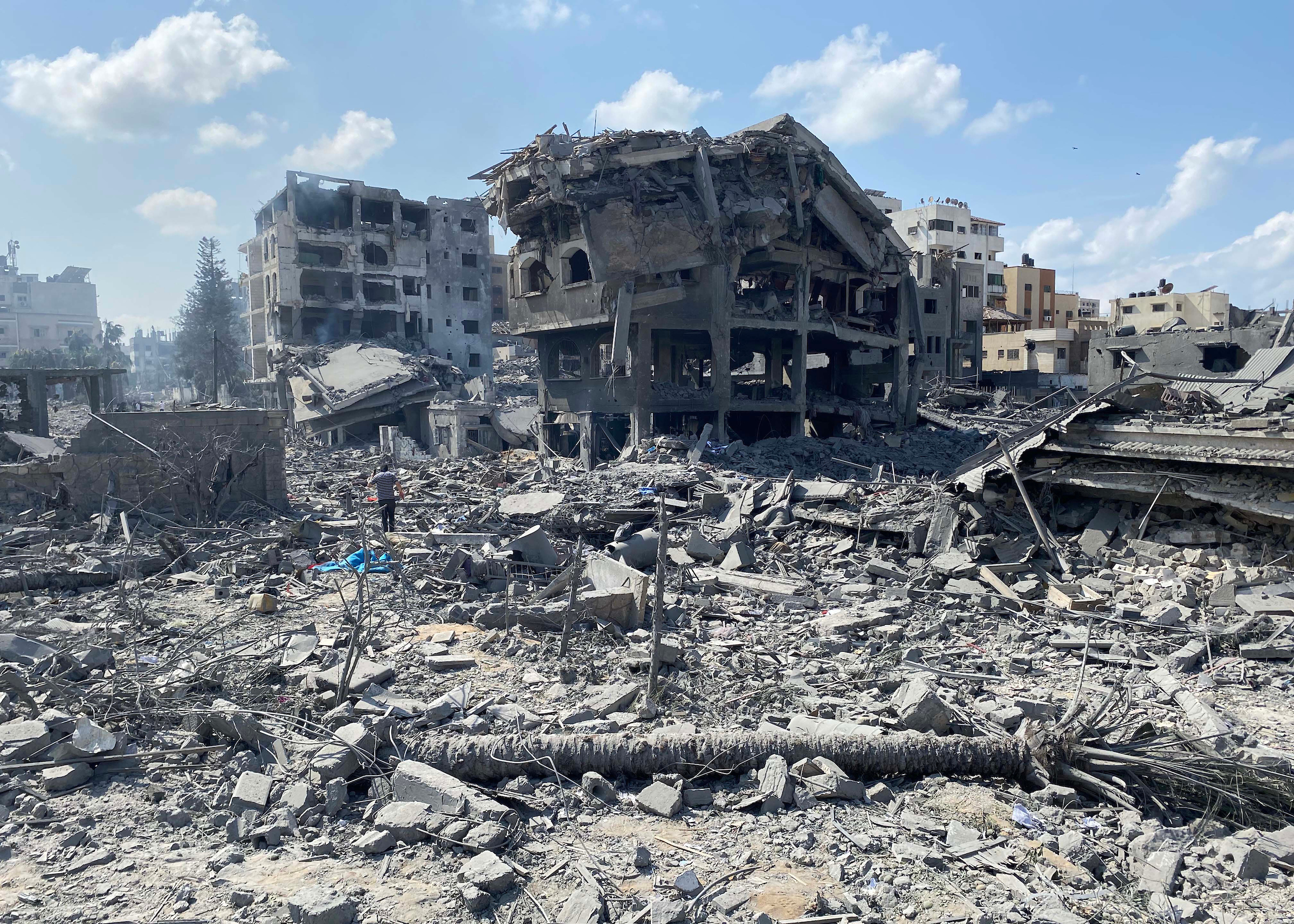
Franja de Gaza, octubre de 2023

- Los bombardeos israelíes en el marco de la invasión de Gaza se consideran una de las campañas más destructivas de la historia.[25] Un mes después de su inicio fueron calificadas como un crimen de guerra.[26] Hacia abril de 2024, la destrucción de viviendas e infraestructura civil era considerada la de mayor escala relativa de la historia.[27] Por su dimensión, se sugirió que el objetivo es el arrasamiento completo del área.[28]
- Las acciones en el marco de la invasión israelí del Líbano,[29] equivalentes a las desarrolladas en Gaza.[30]